# Ошурково (Бурятия)
Ошу́рково — село в Иволгинском районе Бурятии. Входит в сельское поселение «Сотниковское».

## География
Расположено в 9 км к северу от центра сельского поселения, села Сотниково, на федеральной автомагистрали Р258 «Байкал» на левой припойменной террасе реки Селенги (в 800 м к западу от главного русла) у подножия крайних северо-восточных отрогов Хамар-Дабана. В окрестностях села находится Ошурковское месторождение апатитов.

## Население
| 2002 | 2010 | 2021 |
| ---- | ---- | ---- |
| 401  | ↗427 | ↘396 |

## Достопримечательности
На северной окраине села расположена позднепалеолитическая стоянка древнего человека.